# 雁荡鸟属
雁荡鸟属（学名：Yandangornis）是兽脚亚目的一个属（可能为鸟翼类），化石发现于中国晚白垩世塘上组，生存于距今8150万年前。模式种长尾雁荡鸟（Y. longicaudus）由蔡正全和赵凌霞于1999年正式描述。

## 发现与命名
正模标本是一副接近完整的骨骼，于1986年在中国浙江省临海县发现，现收藏于浙江自然博物馆，编号为M1326。雁荡鸟首次描述于1999年，得名自化石发现地附近的雁荡山。

## 描述
正模标本尺寸很小，大致与始祖鸟相同，全长约58.8（1.93英尺），其中尾部就占据了30.5（1.00英尺）。该标本以坐姿保存，从腹侧可见。雁荡鸟是继始祖鸟后发现的第二种保存有骨质长尾的原始鸟类，这一特征也是种加词longicaudus的由来，在拉丁语意为“修长的尾巴”。
颅骨已被压扁，长约50（2.0英寸）。颅骨小巧而无齿，吻部短粗强壮，可能有角质喙。这些特征与孔子鸟相似。前肢虽不完整，但总体类似始祖鸟。胸骨较大且无龙骨，但具有扩张的中后部及腹肋骨。后肢长而强壮，尤其是股骨和胫跗骨。腓骨和跗跖骨则较短。第一趾尺寸较小，位置高于其它三趾且无反趾。脚趾细长，脚爪短而钝。第二趾没有大而弯曲的爪子，与其它鸟翼类及近鸟类不同。
雁当鸟的某些特征，如趾爪较钝、第一趾不会反转及粗壮的腿，均暗示其栖息于地面上。这种生活方式，可能是为该属又长又重的尾巴（会制约飞行能力）而进化出来的。

## 分类
蔡正全与赵凌霞将雁荡鸟放在鸟纲的蜥鸟亚纲内，并归入单系的雁荡鸟目、雁荡鸟科。事实上，两人认为雁荡鸟是始祖鸟的直系后裔，尽管其隶属有别于现代鸟类的陆生长尾鸟类谱系。然而，蜥鸟亚纲（“长尾鸟类”）现被认作无效的并系群。另一方面，鸟纲的范围目前被限制为所有现存鸟类的最近共同祖先及其后裔。由于雁荡鸟比鸟纲成员原始得多，根据最新定义不应视为该类群成员。雁荡鸟描述中“鸟纲”的用法更接近如今的鸟翼类，后者定义为与现代鸟类（鸟纲）的关系近于伤齿龙科及驰龙科的所有动物。
2007年，周忠和与张福成简要指出雁荡鸟的亲缘关系未得到充分鉴别，且雁荡鸟很可能是种非鸟类的兽脚亚目。雁荡鸟在文献中记载较少，近来对鸟翼类系统发生学的重新评估也通常忽略了对该属的讨论。